# Интымак (Карагандинская область)
Интымак (каз. Ынтымақ) — село в Жанааркинском районе Карагандинской области Казахстана. Административный центр Сейфуллинского сельского округа. Находится примерно в 26 км к северу от районного центра, посёлка Жанаарка. Код КАТО — 354463100.

## Население
В 1999 году население села составляло 886 человек (438 мужчин и 448 женщин). По данным переписи 2009 года в селе проживали 863 человека (393 мужчины и 470 женщин).